# We Lost the Skyline
We Lost the Skyline is een muziekalbum dat werd uitgebracht onder de naam van Porcupine Tree; de uitvoerende zijn echter alleen de gitaristen Steven Wilson en John Wesley. Het album is opgenomen tijdens een optreden in Orlando (Florida) op 4 oktober 2007, als promotie van PT’s laatste album Fear of a Blank Planet. De titel van het album is ontleend aan de eerste zin van het nummer The sky moves sideways.

## Composities
1. The sky moves sideways (4:02)
2. Even less (3:27)
3. Stars die (4:33)
4. Waiting (3;52)
5. Normal (4:52)
6. Drown with me (4:09)
7. Lazarus (4:29)
8. Trains (4:04)